# تفسير شريف
تفسير شريف (بالإنجليزية: Tafsir Chérif)‏؛ مواليد 19 يونيو 1996 في غينيا، هو لاعب كرة قدم غيني لعب سابقاً لنادي النجوم . 

## وصلات خارجية
تفسير شريف على موقع رابطة كرة القدم الفرنسية للمحترفين (الإنجليزية)
- تفسير شريف على موقع قاعدة بيانات كرة القدم.إي يو (الإنجليزية)
- تفسير شريف على موقع ليكيب (الفرنسية)
- تفسير شريف على موقع Soccerway.com (الإنجليزية)
- تفسير شريف على موقع AS.com (الإسبانية)